# Dansk Byggeri
Dansk Byggeri var en dansk erhvervs- og arbejdsgiverorganisation for virksomheder indenfor bygge- og anlægssektoren samt byggeindustrien. Den var medlem af Dansk Arbejdsgiverforening og har ca. 6.000 virksomheder med i alt ca. 70.000 medarbejdere som medlemmer. Organisationens opgaver var at yde service til medlemsvirksomhederne samt fremme deres arbejdsgiverpolitiske og branchens erhvervspolitiske interesser. Den har bl.a. overenskomst med 3F.
Dansk Byggeri var opdelt i 10 regioner og 25 faglige sektioner. Foreningens sidste formand var Claus Bering, og administrerende direktør Lars Storr-Hansen.

## Historie
Organisationen blev dannet 1. januar 2003, da organisationerne Danske Entreprenører og Byggeriets Arbejdsgivere (BYG) slog sig sammen. Ved sammenslutningen repræsenterede Danske Entreprenører ca. 900 overvejende mellemstore og større entreprenørvirksomheder, mens BYG havde ca. 5.000, overvejende mindre og mellemstore, virksomheder. De to stiftende foreninger repræsenterede dermed nogenlunde samme antal arbejdspladser og omsætning.
I 2020 blev Dansk Byggeri fusioneret ind i Dansk Industri, og eksisterer derfor ikke længere som selvstændig organisation.